# Volo Flydubai 981
Il volo Flydubai 981 era un collegamento di linea della Flydubai che il 19 marzo 2016 era operato da un Boeing 737-800 in servizio dall'aeroporto Internazionale di Dubai all'aeroporto di Rostov sul Don, in Russia. Durante la fase di atterraggio e dopo una riattaccata, il velivolo precipitò al suolo causando la morte dei 55 passeggeri e dei 7 membri dell'equipaggio.
All'aeroporto di Rostov le pessime condizioni meteo avevano costretto i piloti ad interrompere un primo tentativo di atterraggio e ad entrare in un circuito di attesa per quasi due ore prima di effettuare un secondo tentativo, ma dopo aver interrotto anche questo, l'aereo è salito a 3 800 piedi (1 200 m) di quota per poi scendere rapidamente schiantandosi nei pressi della pista 22.

## L'aereo
Il velivolo coinvolto nell'incidente era un Boeing 737-800 costruito nel 2010 e consegnato a Flydubai il 24 gennaio 2011, il suo codice di registrazione era A6-FDN, il numero di serie 40241, era spinto da due motori turboventola CFM56; era stato sottoposto il 21 gennaio 2016 ad un controllo di manutenzione di tipo C. Prima del decollo da Dubai i piloti avevano fatto rifornimento di carburante per 8,5 ore di volo; al momento dello schianto ne avevano ancora a disposizione per ulteriori 2,5 ore.
Flydubai è una compagnia aerea low-cost di proprietà statale con base a Dubai; il suo presidente, lo sceicco Ahmed bin Saeed Al Maktoum, è anche il presidente di Emirates. Flydubai ha iniziato l'attività nel 2009 ed è in rapida espansione, infatti già nel 2015 ha raggiunto le 95 destinazioni, di cui 11 in Russia; la sua flotta è composta interamente da Boeing 737-800.
In precedenza la compagnia non aveva mai registrato incidenti mortali e poteva vantare un "eccellente record di sicurezza". Nel 2015, Flydubai aveva superato le ispezioni effettuate della IATA e pochi giorni prima dell'incidente ne era diventato un membro ufficiale.
Dopo l'incidente, alcuni piloti di Flydubai hanno sollevato preoccupazioni circa la fatica da loro accumulata a causa dei pesanti turni di lavoro a cui erano sottoposti e uno di loro ha dichiarato alla BBC di non aver tempo sufficiente per riposare tra un turno e l'altro. Un dipendente della compagnia ha dichiarato che era convinzione diffusa che i 25 piloti che avevano rassegnato le dimissioni nel 2015 lo avevano fatto a causa "della fatica nei turni di lavoro e della scarsa qualità della vita" e che, a giudizio dei piloti, un incidente era inevitabile. In risposta alle accuse, Flydubai ha dichiarato alla BBC "non possiamo rivelare informazioni riservate relative ai nostri dipendenti".

## L'equipaggio
Il comandante del volo 981 era il cipriota Aristos Sokratous (37); promosso a tale grado un anno e mezzo prima dell'incidente, aveva maturato 5 965 ore di volo e a breve avrebbe lasciato Flydubai per lavorare con Ryanair in modo da poter essere più vicino alla famiglia, in quanto la moglie avrebbe dato alla luce il loro primogenito nel mese di aprile. Secondo quanto dichiarato da alcuni suoi colleghi, Sokratous avrebbe deciso di lasciare la compagnia anche a causa dei turni di lavoro troppo faticosi.
Il primo ufficiale era lo spagnolo Alejandro Cruz Álava (36), che aveva alle spalle oltre 5 700 ore di volo. Aveva cominciato a volare con Flydubai nel 2014, dopo aver pilotato per Binter e Naysa, due compagnie aeree regionali delle Isole Canarie. Entrambi i piloti avevano già effettuato atterraggi a Rostov.

## L'incidente
Il Boeing 737 decollò dall'aeroporto Internazionale di Dubai alle 18:20 UTC del 18 marzo 2016, con 35 minuti di ritardo. Poco prima delle 22:30 UTC, due altri aerei di linea erano riusciti ad atterrare a Rostov sul Don senza problemi. Alle 22:39, l'equipaggio iniziò l'avvicinamento alla pista 22 ma a 6,7 km di distanza dovette interrompere la manovra a causa dell'attivazione dell'allarme di presenza di wind shear. Dopo il tentativo fallito, il Boeing iniziò a circuitare per due ore a nord dell'aeroporto in attesa di condizioni meteo migliori. Alle 00:28, i piloti cominciarono il secondo avvicinamento. Alle 00:36 (03:36 ora locale), a 19 km dalla pista, il Boeing intercettò il localizzatore, ma quattro minuti più tardi, a 5 km dalla pista, l'equipaggio comunicò alla torre di controllo la volontà di interrompere nuovamente l'atterraggio. Il velivolo iniziò quindi a risalire raggiungendo i 3 800 piedi (1 200 m) di altitudine prima di iniziare a perdere rapidamente quota. Pochi secondi dopo, il Boeing impattò la pista 22 dell'aeroporto di Rostov sul Don con un angolo di discesa di 60° alla velocità di 600 km/h. Alle 03:42 ora locale, la torre di controllo avvisò i servizi di emergenza locali che un aereo aveva avuto un incidente.

### Le condizioni meteorologiche

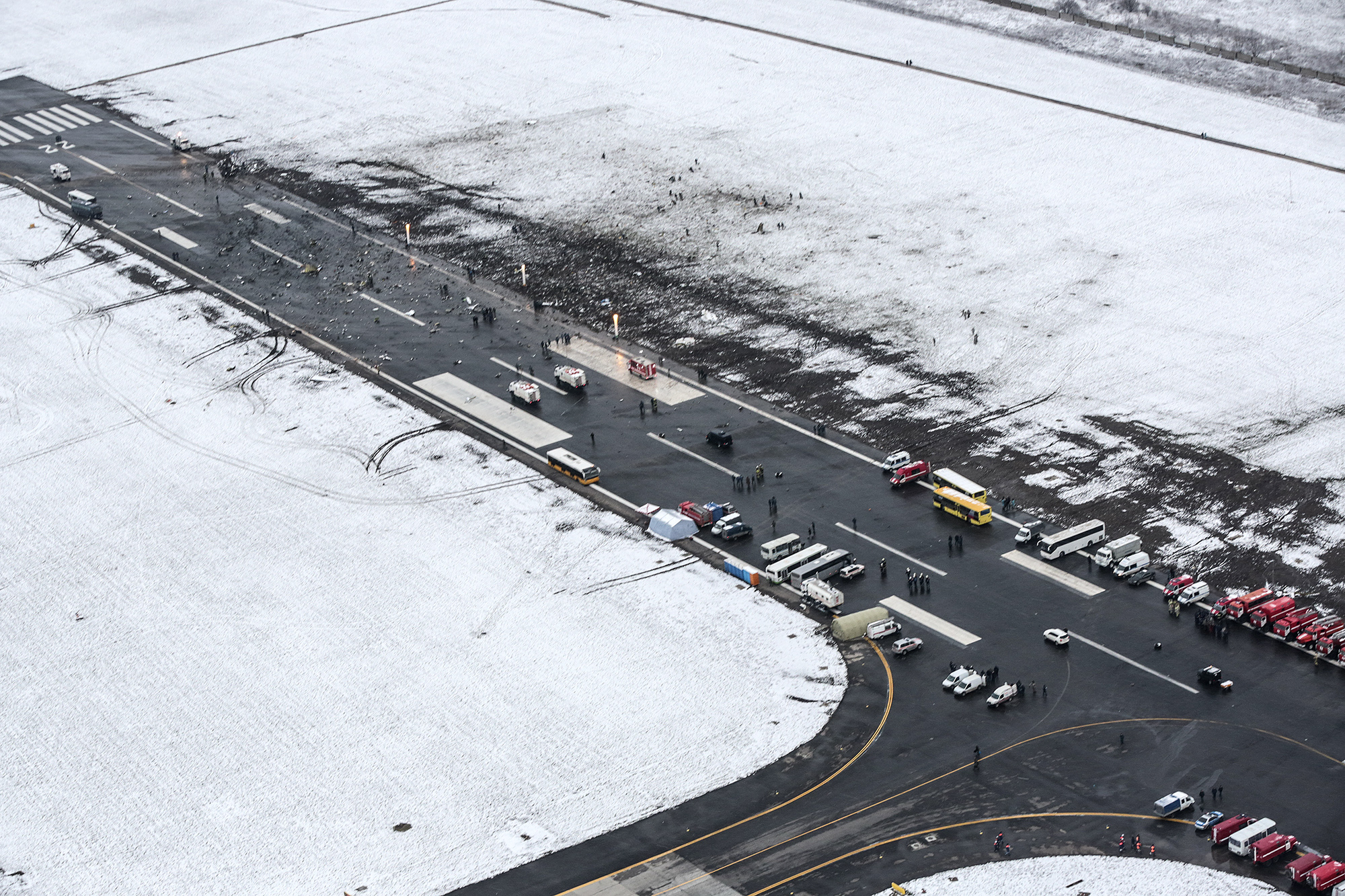
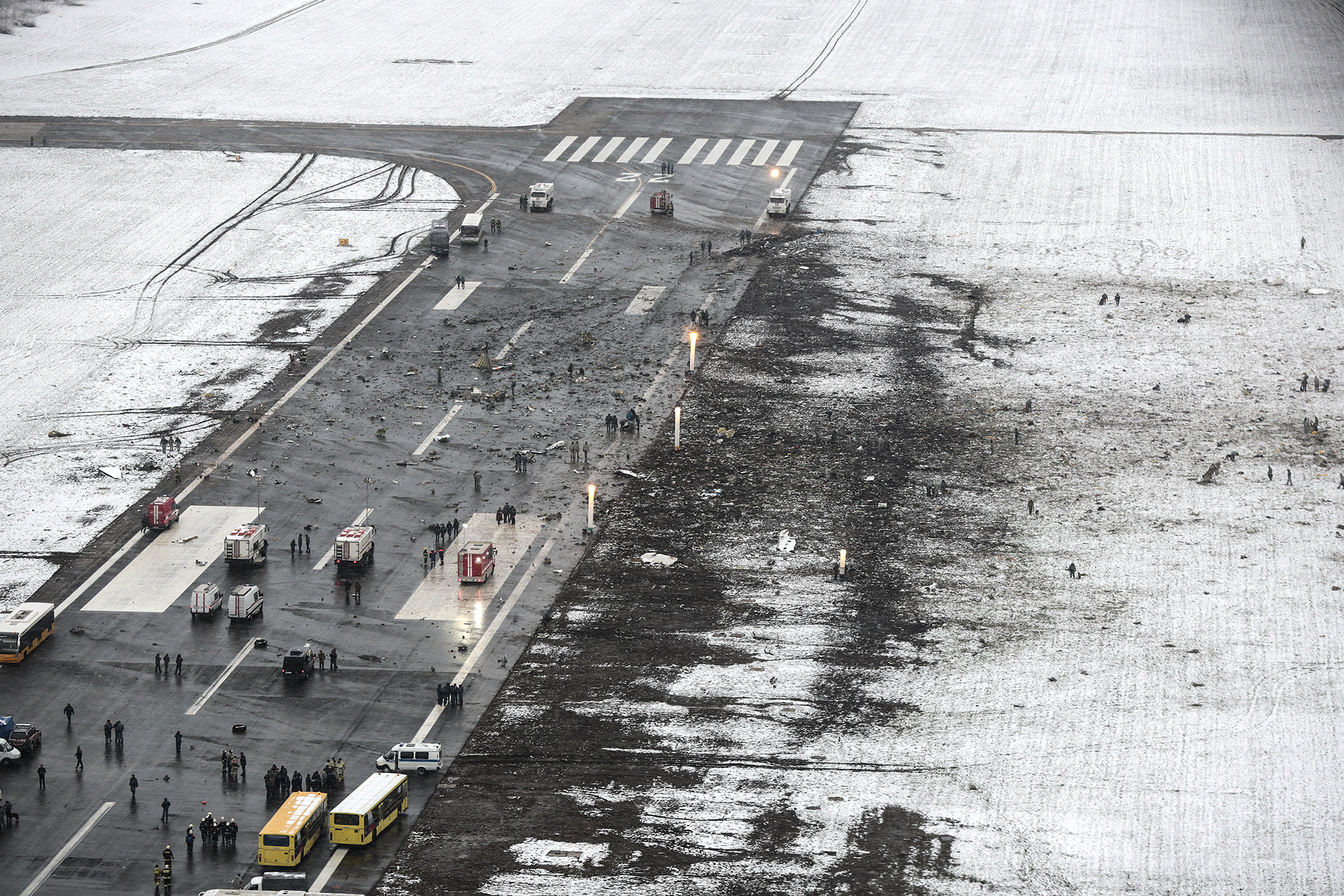
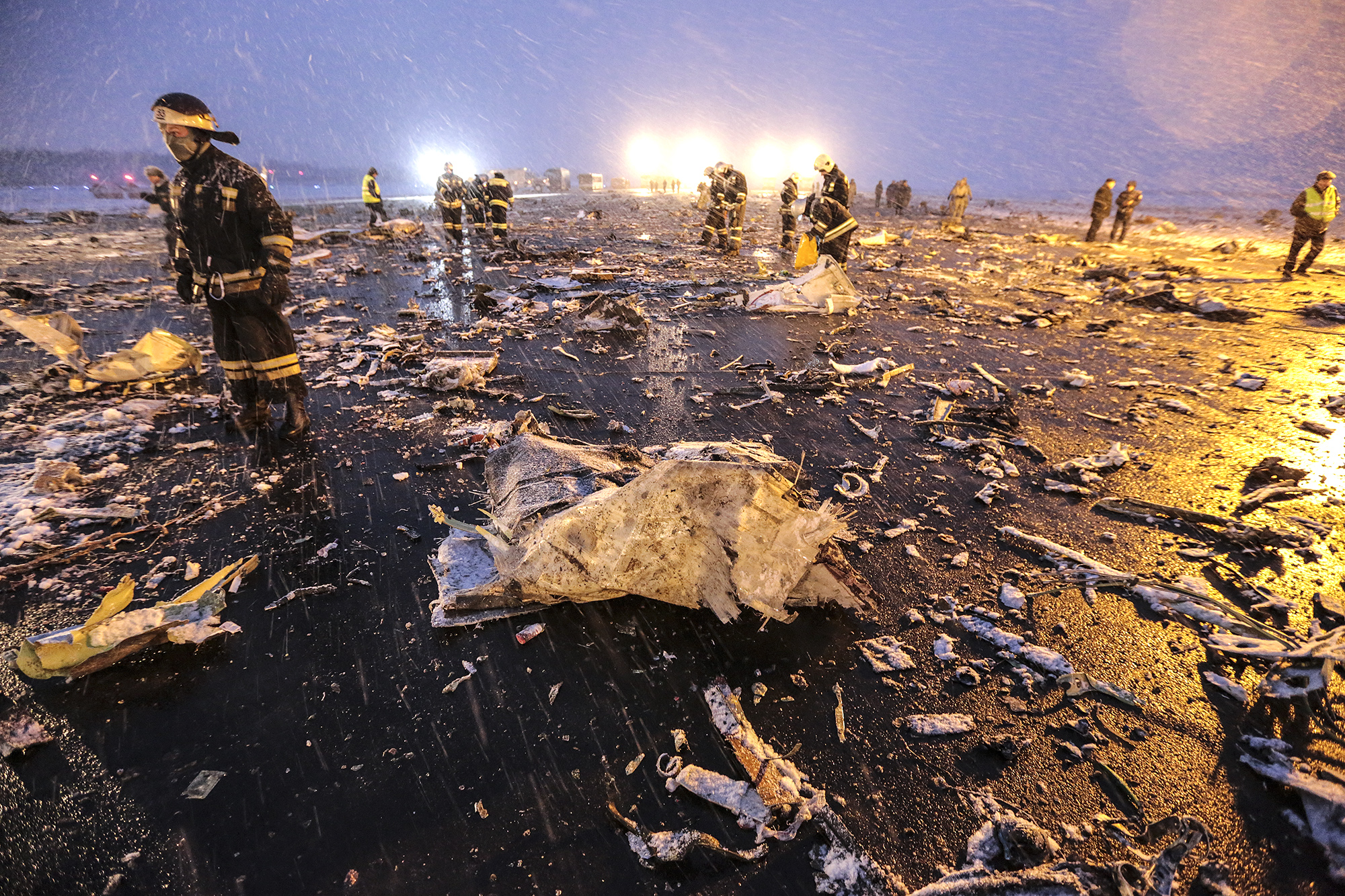
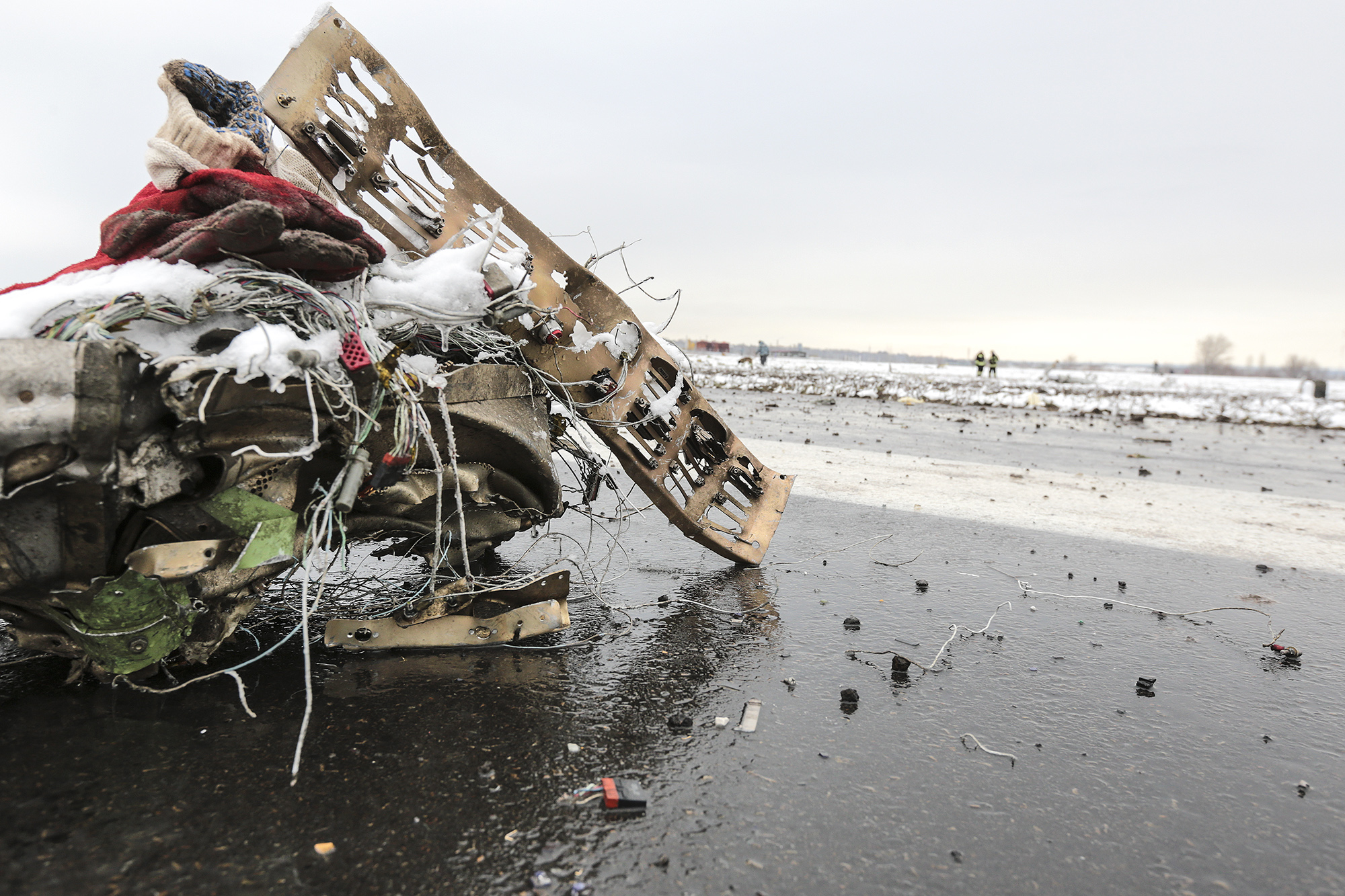
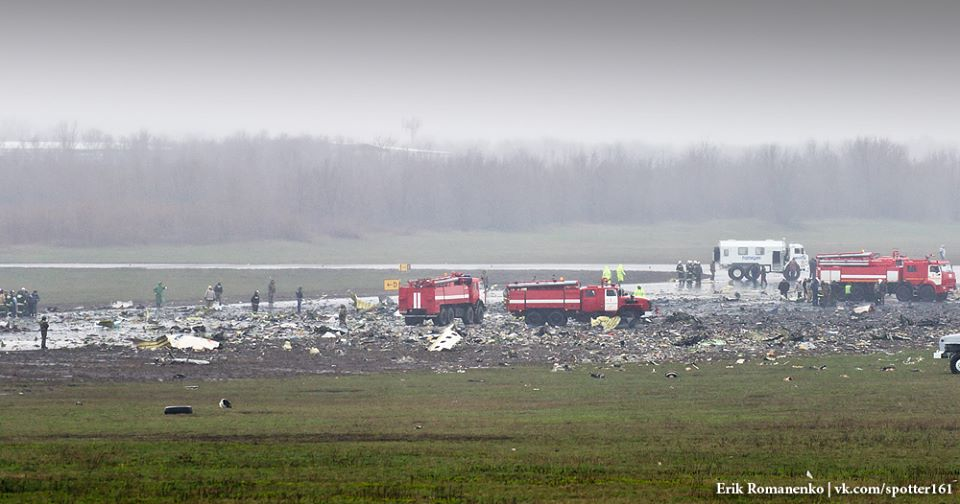

Nel rapporto preliminare dell'Interstate Aviation Committee si legge che al momento dell'incidente le condizioni meteorologiche all'aeroporto di Rostov sul Don erano "avverse" a causa di foschia, piovaschi e base delle nubi posta a 630 metri di altitudine; la velocità del vento era di 13 m/s con raffiche fino a 18 m/s provenienti da 230 gradi e wind shear nei pressi della testata della pista.

## Le vittime
Nello schianto morirono tutte le 62 persone a bordo, di cui 55 passeggeri e 7 membri dell'equipaggio. Dei passeggeri, 44 (compresi quattro bambini) erano russi. Altri otto passeggeri provenivano dall'Ucraina, due dall'India e uno dall'Uzbekistan. 30 passeggeri erano turisti di un pacchetto turistico offerto da Natalie Tours, uno dei più grandi tour operator russi.

## Le indagini
Per accertare le cause dell'incidente l'Interstate Aviation Committee (IAC) ha costituito una commissione d'inchiesta di cui facevano parte investigatori russi esperti in incidenti aerei, rappresentanti dell'autorità per l'aviazione civile degli Emirati Arabi Uniti, esperti statunitensi (tra i quali investigatori dell'NTSB, tecnici della Boeing e rappresentanti della FAA) ed ingegneri della CFM International, l'azienda costruttrice dei motori del velivolo.
L'Interstate Aviation Committee ha aperto un'indagine sulle possibili violazioni della sicurezza che hanno portato all'incidente e ha assegnato più di 50 investigatori per lavorare sul caso. In un comunicato si elencano "errori dell'equipaggio, guasti tecnici, condizioni meteorologiche avverse e altri fattori" come possibili ragioni dell'incidente. Il terrorismo è stato escluso come possibilità poiché non sono state trovate tracce di esplosivo.
Tra il 20 ed il 21 marzo sono stati recuperati sia il Cockpit Voice Recorder che il Flight Data Recorder, i quali sono stati inviati per essere analizzati alla sede dell'IAC a Mosca.
Il 21 marzo, tutti i resti dell'aereo sono stati recuperati e trasferiti in un hangar dove si sarebbe tentata la ricostruzione della fusoliera.
Il 23 marzo, una squadra di investigatori ha cominciato ad analizzare le apparecchiature radio dell'aeroporto di Rostov e le registrazioni delle comunicazioni tra la torre di controllo e gli altri aerei per valutare il lavoro dei controllori di volo e del servizio meteo; un'altra squadra invece, utilizzando i dati recuperati dai registratori di volo e le informazioni ottenute dal registro di manutenzione dell'aereo, ha cominciato a verificare il funzionamento di tutti i sistemi di controllo bordo del volo 981 (barra di comando, ipersostentatori e motori) e le azioni compiute dai piloti durante il volo.
Il 29 marzo, un portavoce dell'IAC ha dichiarato che l'analisi preliminare delle informazioni provenienti dai registratori di volo non aveva evidenziato avarie a bordo, e che i registri di manutenzione dell'aereo dimostravano che tutti gli interventi di controllo obbligatori erano stati regolarmente effettuati.

### Primo rapporto preliminare
Il 20 aprile IAC ha pubblicato un rapporto preliminare nel quale si attesta che:
- Entrambi gli avvicinamenti sono stati condotti utilizzando il Flight Director, con il pilota automatico e l'automanetta disinseriti. Non ci sono state significative deviazioni dalla traiettoria o dall'altitudine prescritte.
- Alle 22:42, durante il primo avvicinamento, i piloti hanno deciso di effettuare una riattaccata in seguito all'attivazione dell'allarme di wind shear. Dopo essere risaliti prima a FL 50 e poi a FL 80, sono entrati nel circuito di attesa. Durante l'attesa, i piloti hanno chiesto di poter ulteriormente salire fino a FL 150 a causa delle condizioni meteo.
- Durante il secondo avvicinamento, ad una quota di 220 metri e ad una distanza di 4,5 km dalla soglia della pista, i piloti hanno interrotto nuovamente la discesa ed hanno effettuato una riattaccata con un rateo di salita di 20 m/s e con il massimo della spinta dei motori.
- La seconda riattaccata potrebbe essere stata provocata da un improvviso aumento di 20 nodi della velocità dell'aereo, probabilmente provocata da wind shear
- Durante la seconda riattaccata, i flap sono stati posizionati a 15° ed il carrello di atterraggio è stato retratto. A 600 m di quota, quando l'angolo di cabrata ha raggiunto i 18°, il pilota ai comandi ha spinto la cloche in avanti, causando la diminuzione del rateo di salita ed il contemporaneo aumento della velocità del velivolo fino a 200 nodi; a questo punto l'inclinazione dei flap è passata in automatico da 15° a 10°.
- Il pilota ai comandi ha tirato indietro la cloche, aumentando il rateo di salita a 16 m/s.
- Alla quota di 900 metri si è registrato un nuovo abbassamento del muso dell'aereo, causato dall'azionamento simultaneo della cloche e dello stabilizzatore orizzontale da parte del pilota; ciò ha provocato una rapida discesa con un'accelerazione verticale negativa di -1 g, che l'equipaggio non è più riuscito a correggere causando l'impatto con il terreno.
- Alle 00:41:49 l'aereo si è schiantato sulla pista alla velocità di oltre 600 km/h e con un'inclinazione del muso di 50°. L'impatto ha completamente distrutto l'aereo, uccidendo istantaneamente tutte le persone a bordo.

### Final report
Il 26 novembre 2019, l'Interstate Aviation Committee ha pubblicato il final report, in cui indicava come causa una combinazione di configurazione errata dell'aereo, errore del pilota e conseguente perdita di consapevolezza della situazione da parte del pilota in comando in condizioni di tempesta notturna. La procedura di riattaccata con carrello e flap retratti ma con la massima spinta disponibile compatibile con la manovra di fuga dal windshear, unita alla leggerezza dell'aeromobile, ha portato all'eccessivo assetto cabrato.

## Nella cultura di massa
L'incidente del volo Flydubai 981 è stato analizzato nell'episodio Senza scampo della ventiduesima stagione del documentario Indagini ad alta quota trasmesso da National Geographic Channel.